# Chiesa di San Donato a Chiesanuova
La chiesa di San Donato si trova a Chiesanuova, una frazione del comune di San Casciano in Val di Pesa.

## Storia

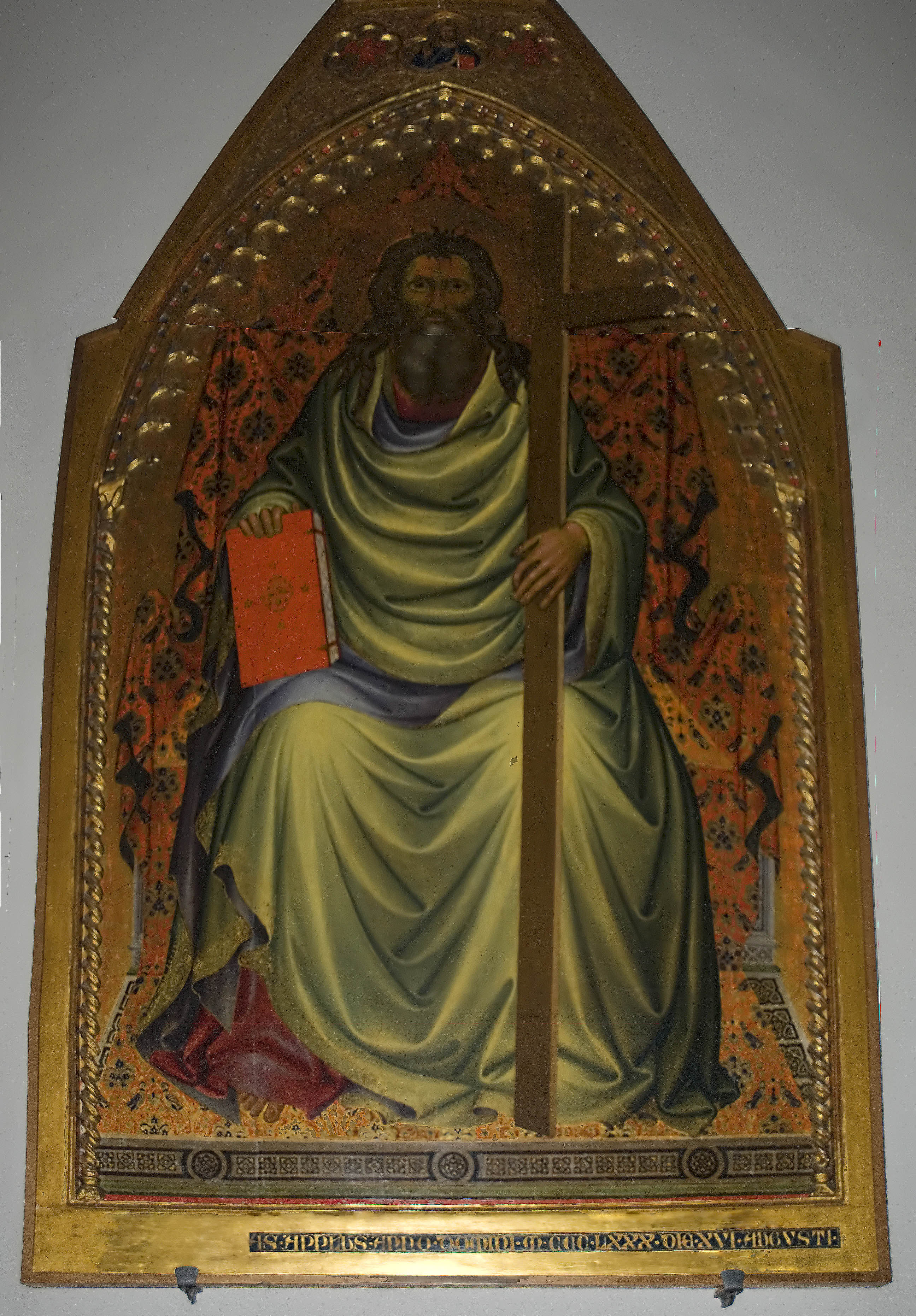
Sant'Andrea di Giovanni del Biondo e Jacopo di Cione

Si ha notizia di un luogo chiamato San Donato a Faltignano in un documento del 1291.
Nasce come oratorio annesso alla chiesa di S.Bartolomeo a Faltignano ed era di patronato dei frati Carmelitani, successivamente fu ridotta a cappella gentilizia di varie famiglie della zona.
Nel 1974 dopo la soppressione di Faltignano e alla accresciuta popolazione di Chiesanuova è stata promossa chiesa parrocchiale.

## Descrizione
Risale al tardo settecento. La facciata presenta una finestra semicircolare sovrastata da un timpano. L'abside presenta una muratura di grosse pietre grezze, probabilmente risalenti alla costruzione del 1291.
All'interno sono custodite due tavole:Sant'Andrea di Giovanni del Biondo e Jacopo di Cione ed una Madonna col Bambino e Santi del Maestro di Marradi.